# 第206师团
第206师团（Dai-nihyakuroku Shidan）是日本帝国陆军的一个步兵师团。它的代号是以阿苏山命名的阿苏兵团（Aso Heidan）。该师团于1945年4月2日在熊本组建。

## 历史
1945年6月11日，第206师团驻扎在鹿儿岛县西部。到1945年8月15日日本投降时，该师团没有进行任何战斗。